# 데이비드 버코위츠

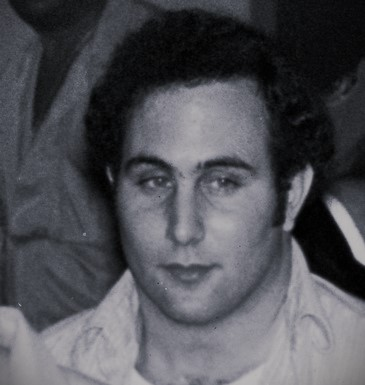

데이비드 리처드 버코위츠(영어: David Richard Berkowitz, 1953년 6월 1일 ~ )는 미국의 연쇄 살인범이다. 별명 샘의 아들(Son of Sam)로 유명하다. 1970년대 후반에 6명을 살해하고 여러 명에게 부상을 입혔다.
뉴욕주 브루클린에서 유부남 사업가의 사생아로 태어났다. 출생시 이름은 리처드 데이비드 팰코(Richard David Falco)이나 유아 때 입양되면서 성이 버코위츠가 되고 첫째 이름과 가운데 이름 순서가 뒤바뀌었다.